# Arboreto de la Universidad Tecnológica de Luisiana
El Arboreto de la Universidad Tecnológica de Luisiana (en inglés: Louisiana Tech University Arboretum), es un arboreto y jardín botánico de 50 acres (20 hectáreas) más una laguna de 14 acres de extensión, administrado por la universidad « Louisiana Tech University » y ubicado en su campus en Ruston, Luisiana, Estados Unidos.

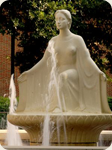
"Lady of the mist" (Dama de la niebla) en el "Louisiana Tech University Arboretum".

## Localización
El arboreto se ubica en la parte sur del Campus de la "Louisiana Tech University".
Louisiana Tech University, 305 Wisteria Str. Ruston, Lincoln Parish, Luisiana LA 71272 United States of America-Estados Unidos de América.
Planos y vistas satelitales.32°31′47″N 92°38′26″O / 32.52972, -92.64056
La entrada es libre.

## Historia
La historia del arboreto comenzó en enero de 1947 con el establecimiento de una plantación experimental de pinos slash pine   (Pinus elliottii) de aproximadamente un acre de extensión. Este acre fue plantado por la primera clase en graduarse en  silvicultura de 1948. 
En 1954 fueron plantados cinco acres adicionales con el loblolly pine  (Pinus taeda) con una serie de pinos exóticos obtenidos de la Universidad Estatal de Míchigan que fueron  plantados el año siguiente. 
En 1966 John Kuprionis fue comisionado por el catedrático del departamento de silvicultura (Forestry Department) Dr. Lloyd Blackwell y por el actual decano de "School of
Agriculture and Forestry" (Escuela de Agricultura y Silvicultura) Dr. Hal Barker, para la creación de un arboreto. 
El arboreto fue creado oficialmente el 12 de mayo de 1967 con cuatro objetivos importantes en mente: investigación, enseñanza, enseñanza pública, y restauración medioambiental.

## Colecciones
Las plantas de sus colecciones se utilizan como material biológico para las clases de la universidad.